# Rappresentanti permanenti dell'Italia all'OSCE
Il rappresentante permanente dell'Italia è il capo della missione diplomatica della Repubblica Italiana presso l'Organizzazione per la sicurezza e la cooperazione in Europa a Vienna e ha titolo e rango di ambasciatore.
L'attuale rappresentante permanente è il ministro plenipotenziario Andrea Cascone.

## Attività
Il rappresentante permanente dell'Italia all'OSCE coordina l'attuazione delle priorità dell'Italia in seno all'organizzazione. Tra queste il sostegno agli sforzi per porre fine ai conflitti protratti nella regione, un rafforzamento dei rapporti con i paesi mediterranei, e il sostegno al lavoro dell'Ufficio per le istituzioni democratiche e i diritti umani (ODIHR).
Inoltre il rappresentante permanente segue tutte le dimensioni dell'OSCE (politico-militare, economico-ambientale e umana), partecipa a nome dell'Italia alle riunioni degli ambasciatori dei paesi dell'Unione Europea e rappresenta l'Italia alle riunioni settimanali del consiglio permanente dell'organizzazione.

## Elenco
I rappresentanti permanenti dal 1993 a oggi.
| Nome                          | Mandato        |
| ----------------------------- | -------------- |
| Mario Sica                    | 1993-1997      |
| Carlo Civiletti               | 1997-2000      |
| Guido Lenzi                   | 2000-2004      |
| Francesco Bascone             | 2004-2008      |
| Gianfranco Varvesi            | 2008-2011      |
| Giulio Tonini                 | 2011-2013      |
| Vittorio Rocco di Torrepadula | 2013-2016      |
| Alessandro Azzoni             | 2016-2021      |
| Stefano Baldi                 | 2021-2024      |
| Andrea Cascone                | 2024-in carica |